# كرايغ كلارك
كرايغ كلارك (بالإنجليزية: Craig Clark)‏ هو موسيقي ورسام رسوم متحركة أمريكي، ولد في 1960.

## وصلات خارجية
- الموقع الرسمي
- كرايغ كلارك على موقع IMDb (الإنجليزية)